# 1948 en arts plastiques
| Années des arts plastiques : 1945 - 1946 - 1947 - 1948 - 1949 - 1950 - 1951    |
| Décennies des arts plastiques : 1910 - 1920 - 1930 - 1940 - 1950 - 1960 - 1970 |

Cette page concerne l'année 1948 en arts plastiques.

## Œuvres
- Hommage à Piranese, huile sur toile de Nicolas de Staël

## Naissances
- 16 janvier : Kellye Nakahara, actrice et peintre américaine († 16 février 2020),
- 5 février : Deborah Willis, artiste et photographe américaine,
- 30 avril : Jocelyne Saab, réalisatrice, photographe et plasticienne franco-libanaise († 9 janvier 2019),
- 14 mai : Ben-Ami Koller, peintre, sculpteur, dessinateur, graveur, lithographe et illustrateur français d'origine roumaine († 15 décembre 2008),
- 13 juin : Fanch Vidament, peintre français († 11 novembre 1982),
- 11 juillet : Josef Bramer, peintre autrichien.
- 4 novembre : Alexis Hunter, peintre et photographe féministe néo-zélandaise († 24 février 2014),
- 9 novembre : Emmanuel Debarre, sculpteur français († 28 février 2020),
- 18 décembre : Mimmo Paladino, peintre et sculpteur italien,
- Date précise inconnue :
  - Christian Bouillé, peintre et dessinateur français († 26 juillet 2005),
  - Bodys Isek Kingelez, sculpteur congolais († 14 mars 2015),
  - Kitatsuji Yoshihisa, peintre, dessinateur, sculpteur à tendance abstraite, conceptuel japonais.
  - Nasser Soumi, artiste plasticien palestinien.
  - Shin Sung-Hy, peintre abstrait coréen († octobre 2009),
  - Avi Trattner, peintre israélien († 2011).

## Décès
- 2 janvier : Henri Caruchet, peintre, aquarelliste, illustrateur et poète français (° 4 décembre 1873),
- 8 janvier : Kurt Schwitters, peintre, sculpteur et poète allemand (° 20 juin 1887),
- 26 janvier : Thomas Theodor Heine, peintre, dessinateur et écrivain allemand (° 28 février 1867),
- 2 février : Paul Audra, peintre français (° 25 juillet 1869),
- 6 février : Henri de Nolhac, peintre et illustrateur français (° 5 novembre 1884),
- 7 février : André Utter, peintre français (° 20 mars 1886),
- 20 février : Eugène Tirvert, peintre français (° 19 novembre 1881),
- 21 février : Elizabeth Colborne, illustratrice et graveuse américaine (° 15 février 1885),
- 1er mars : Louis Bate, peintre, aquarelliste, dessinateur et sculpteur français (° 10 octobre 1898),
- 24 mars : Sigrid Hjertén, peintre moderniste suédoise (° 27 octobre 1885),
- 2 avril : Biagio Biagetti, peintre et restaurateur d'art italien (° 21 juillet 1877),
- 23 avril : Georges Dantu, peintre français (° 10 avril 1867),
- 29 avril : Luc-Albert Moreau, peintre, graveur, lithographe et illustrateur français (° 9 décembre 1882),
- 3 mai : Louis Jourdan, peintre français (° 7 mars 1872),
- 15 mai :
  - André Dauchez, peintre, dessinateur et illustrateur français (° 17 mai 1870),
  - Jacques Koziebrodzki, peintre et sculpteur français d'origine polonaise (° 25 septembre 1887),
- 17 mai : Louis Randavel, peintre et dessinateur orientaliste français (° 18 novembre 1869),
- 19 mai : Maximilian Lenz, peintre, graphiste et sculpteur autrichien (° 4 octobre 1860),
- 24 mai : Étienne Cournault, peintre, graveur et décorateur français (° 15 mars 1891),
- 8 juin : Shunsuke Matsumoto, peintre japonais (° 19 avril 1912),
- 10 juin : Edmond Lachenal, céramiste, peintre et sculpteur français (° 3 juin 1855),
- 25 juin : Ernest Biéler, peintre suisse (° 31 juillet 1863),
- 28 juin : Alice Dannenberg, peintre française d'origine russe (° 4 avril 1861),
- 9 juillet : Georges Albert Tresch, peintre et militaire français (° 5 août 1881),
- 21 juillet : Arshile Gorky, peintre arménien naturalisé américain (° 14 avril 1904),
- 25 juillet : Otto Gustav Carlsund, peintre suédois (° 11 décembre 1897),
- 10 août : Jean-Bernard Descomps, peintre et sculpteur français (° 14 mai 1872),
- 20 août : Edwin Ganz, peintre belge d'origine suisse (° 3 octobre 1871),
- 28 août : Alexandre Chevtchenko, peintre et sculpteur russe (° 24 mai 1882),
- 30 août : Fernand Maillaud, peintre et illustrateur français (° 12 décembre 1862),
- 1er septembre : Jacqueline Gaussen Salmon, peintre française (° 1er mai 1906),
- 6 septembre : Paul-Élie Gernez, peintre, aquarelliste, graveur et illustrateur français (° 27 janvier 1888),
- 10 septembre : Eugène Loup, peintre français (° 1er février 1867),
- 25 septembre : Alexis Arapoff, peintre russe, soviétique puis américain (° 6 décembre 1904),
- 27 septembre : Heinrich Jost, typographe et graphiste allemand (° 13 octobre 1889),
- 30 septembre : André-Charles Coppier, peintre, graveur, médailliste et écrivain français (° 17 novembre 1866),
- 4 octobre : Edmond Defonte, peintre français (° 9 mai 1862),
- 13 octobre : Ulisse Caputo, peintre italien (° 5 novembre 1872),
- 23 octobre : Émile Boizot, graveur sur bois et peintre français (° 31 mars 1876),
- 10 novembre : Alexis de Broca, peintre et dessinateur français (° 3 septembre 1868),
- 23 novembre : Joseph-Paul Alizard, peintre, graveur et dessinateur français (° 12 août 1867),
- 3 décembre : Étienne Buffet, peintre français (° 5 juin 1866),
- 6 décembre : Louis Pastour peintre et poète français (° 26 juin 1876),
- 8 décembre :
  - Henri Calvet, peintre et sculpteur français (° 21 juin 1877),
  - Alice Kaub-Casalonga, peintre française (° 12 mars 1875),
- 15 décembre : Denis Henri Ponchon, peintre français (° 9 août 1879),
- 22 décembre : Louis Reguin, peintre et graveur suisse (° 29 juin 1872),
- 26 décembre : Pierre Girieud, peintre français (° 17 juin 1876),
- ? :
  - Robert-Henri Blot, peintre paysagiste français (° 2 mai 1881),
  - Antonin Bourbon, peintre français (° 1867),
  - Émile Boyer, peintre paysagiste français (° 30 juin 1877),
  - Marie-Marguerite Bricka, peintre de paysages française (° 1894),
  - Jean-Raoul Chaurand-Naurac, peintre, illustrateur et affichiste français (° 1878),
  - Pierre-Émile Cornillier, peintre et écrivain français (° 21 juin 1862),
  - Fleury Joseph Crépin, peintre d'art brut français (° 1875),
  - Hédi Khayachi, peintre tunisien (° 1882),
  - Ștefan Popescu, peintre, dessinateur et graveur roumain (° 20 janvier 1872).